# Castilleja tenella
Castilleja tenella är en snyltrotsväxtart som beskrevs av Rebr.. Castilleja tenella ingår i släktet målarborstar, och familjen snyltrotsväxter. Inga underarter finns listade i Catalogue of Life.